# Карри, Джо
Джо́зеф Ка́рри (англ. Joseph Curry; январь 1887 — 1 апреля 1936), более известный как Джо Ка́рри (англ. Joe Curry) — английский футболист, хавбек.

## Биография
Уроженец Ньюкасл-апон-Тайна, Карри начал футбольную карьеру в местном клубе «Скотсвуд». В феврале 1908 года перешёл в «Манчестер Юнайтед». Из-за высокой конкуренции со стороны других хавбеков, прежде всего Чарли Робертса, выступал в основном за резервную команду клуба. В основном составе дебютировал 21 ноября 1908 года в матче против «Брэдфорд Сити». Всего в сезоне 1908/09 провёл в основном составе 8 матчей. В следующем сезоне провёл только 1 игру в основе: это был матч Кубка Англии против «Бернли» на стадионе «Терф Мур». В сезоне 1910/11 сыграл пять матчей в основном составе.
В конце апреля 1911 года перешёл в «Саутгемптон», выступавший в Южной лиге. Редко попадал в основной состав, подменяя Джима Макальпина. После неудачного сезона 1911/12, в котором он пропустил много времени из-за травм, завершил профессиональную карьеру и вернулся на северо-восток Англии, где играл за клуб «Уэст-Стэнли».